# Seychelles Polytechnic
Seychelles Polytechnic ist eine staatliche weiterbildende Schule (tertiary institution) in Anse Royale, Mahé. Die Schule bietet drei weiterbildende Ausbildungen in Business & Secretarial Studies, Visual Arts und das Manchester Twinning Programme, ein einjähriges Programm in Zusammenarbeit mit der University of Manchester.

## Geschichte
Die Schule wurde am 24. Januar 1983 von France-Albert René, dem damaligen Präsidenten der Seychellen, begründet. Ursprünglich bot sie eine weiterführende Ausbildung und Weiterbildungen mit insgesamt 11 verschiedenen Programmen an. 2005 wurde das Seychelles Institute of Technology begründet als Ableger für das Technical Programme Area und die School of Advanced Level Studies ersetzte das Academic Programme Area.

## Persönlichkeiten
- Jean-Paul Adam, ehemaliger Minister for Foreign Affairs
- Rolph Payet, erster Präsident & Vizekanzler der University of Seychelles.